# Ненапрегнато-отворена средна гласна
Ненапрегнато-отворената средна гласна е вид гласен звук, използван в някои говорими езици. В Международната фонетична азбука той се отбелязва със символа ɐ. Много близък е до българския звук, обозначаван с „а“ или „ъ“, в неударена позиция.
Ненапрегнато-отворената средна гласна се използва в езици като английски (nut, [nɐʔt]), немски (oder, [ˈoːdɐ]), руски (голова, [ɡəɫ̪ɐˈvä]).